# رابرت تورتی
رابرت تورتی (به انگلیسی: Robert Torti) (زاده ۲۲ اکتبر ۱۹۶۱) بازیگر آمریکایی است.
از فیلم‌های معروف او می‌توان به بازی در فیلم این دختر همان مرد است اشاره کرد.